# Survivor Series (2017)
Survivor Series (2017) – gala wrestlingu wyprodukowana przez federację WWE. Odbyła się 19 listopada 2017 w Toyota Center w Houston w Teksasie. Emisja była przeprowadzana na żywo za pośrednictwem WWE Network oraz w systemie pay-per-view. Była to trzydziesta pierwsza gala w chronologii cyklu Survivor Series.
Walką wieczoru był męski 5-on-5 Survivor Series elimination match pomiędzy zespołem Raw oraz zespołem SmackDown. Pojedynek na rzecz drużyny Raw wygrali Braun Strowman i Triple H. Ponadto Universal Champion pokonał WWE Championa AJ Stylesa w singlowej walce, zaś grupa The Shield (Dean Ambrose, Roman Reigns i Seth Rollins) reprezentujący brand Raw pokonali The New Day (Big E, Kofiego Kingstona i Xaviera Woodsa) reprezentujących brand SmackDown. Ostatecznie reprezentanci Raw wygrali cztery z siedmiu pojedynków na głównej karty gali.

## Produkcja
Survivor Series oferowało walki profesjonalnego wrestlingu z udziałem różnych wrestlerów należących do brandów Raw i SmackDown. Oskryptowane rywalizacje (storyline’y) kreowane są podczas cotygodniowych gal Raw, SmackDown oraz ekskluzywnej dla dywizji cruiserweight 205 Live. Wrestlerzy są przedstawieni jako heele (negatywni, źli zawodnicy i najczęściej wrogowie publiki) i face’owie (pozytywni, dobrzy i najczęściej ulubieńcy publiki), którzy rywalizują pomiędzy sobą w seriach walk mających budować napięcie. Kulminacją rywalizacji jest walka wrestlerska lub ich seria.

### Rywalizacje
Podczas wrześniowej gali pay-per-view brandu Raw No Mercy, Brock Lesnar pokonał Brauna Strowmana i obronił WWE Universal Championship, zaś w październiku podczas gali brandu SmackDown Hell in a Cell, Jinder Mahal obronił WWE Championship pokonując Shinsuke Nakamurę. 17 października podczas tygodniówki SmackDown Live Mahal powiedział, że podczas jego wyprawy do Indii młody fan spytał co będzie jego kolejnym celem. Stwierdził, że pokonał każdego przeciwnika w rosterze SmackDown i wezwał do pojedynku na Survivor Series Brocka Lesnara. Wypowiedź przerwał mu AJ Styles, który chciał zawalczyć z nim o WWE Championship. Ostatecznie Styles wyszedł zwycięsko z bijatyki pomiędzy nim, mistrzem oraz The Singh Brothers (Samirem i Sunilem Singh). 23 października podczas tygodniówki Raw Lesnar oraz Paul Heyman akceptowali wyzwanie Mahala. Przez kolejne odcinki tygodniówki SmackDown Live Mahal odpowiadał Lesnarowi, że jest on przereklamowany, tudzież pokona go na gali Survivor Series. Mimo tego 2 listopada ogłoszono, że Styles zawalczy z Mahalem o WWE Championship podczas tygodniówki SmackDown Live z 7 listopada; ostatecznie Styles pokonał Mahala i zdobył WWE Championship, zarówno stając się przeciwnikiem Lesnara na gali Survivor Series. Lesnar i Heyman pojawili się podczas tygodniówki Raw z 13 listopada, gdzie określili Stylesa „gwarantowanym przegranym”, zaś Lesnara najlepszym mistrzem w historii WWE. Dobę później podczas SmackDown, Styels i Bryan zażartowali z Lesnara i Heymana, gdzie Bryan w roli "adwokata Stylesa" i Styles ogłosili, że Lesnar z czasem trwania walki mentalnie odpuści, co wykorzysta mistrz WWE i wygra walkę.
23 października podczas tygodniówki Raw, generalny menadżer brandu Raw Kurt Angle ogłosił sześć walk odbywających się podczas gali Survivor Series. Z wyjątkiem posiadacza WWE Cruiserweight Championship, każdy mistrz brandu Raw zawalczy z mistrzem brandu SmackDown: Intercontinental Champion kontra United States Champion, Raw Women's Champion kontra SmackDown Women's Champion, Raw Tag Team Champions kontra SmackDown Tag Team Champions, a także Universal Champion kontra WWE Champion. Angle ogłosił również, że odbędą się również męskie i żeńskie 5-on-5 Survivor Series elimination matche pomiędzy członkami i członkiniami brandów Raw i SmackDown.
Intercontinental Champion The Miz zachował posadę w walce broniąc tytułu w walce z Mattem Hardym w dniu 30 października podczas tygodniówki Raw, zaś jego rywal Baron Corbin obronił United States Championship pokonując Sin Carę 14 lipca podczas odcinka SmackDown Live. 30 października na Raw Alexa Bliss obroniła Raw Women’s Championship wygrywając z Mickie James, jednakże jej rywalka Natalya utraciła SmackDown Women’s Championship na rzecz Charlotte Flair, z którą przegrała 14 listopada na SmackDown Live. 6 listopada na Raw Cesaro Sheamus Sheamus pokonali Deana Ambrose'a i Setha Rollinsa stając się posiadaczami Raw Tag Team Championship, a The Usos (Jey i Jimmy Uso), pomimo przegranej przez wyliczenie poza ringowe, obronili tytuły SmackDown Tag Team Championship w walce z Chadem Gablem i Sheltonem Benjaminem z 7 listopada na SmackDown Live.
23 października podczas tygodniówki Raw, kiedy to generalny menadżer Kurt Angle miał ogłosił członków drużyny Raw, komisarz brandu SmackDown Shane McMahon oraz wiele gwiazd jego brandu przeszło przez publikę w kierunku zaplecza. Zaatakowali oni wrestlerów i wrestlerki należące do brandu Raw, po czym Shane ostrzegł Angle'a przed galą Survivor Series. Następnej nocy na SmackDown Live generalny menadżer SmackDown Daniel Bryan był zszokowany, że nikt z przeciwnego brandu nie zaatakował ich tejże nocy, lecz powiedział Shane'owi, że powinni być w gotowości, gdyż mogą się zemścić. Tej samej nocy Randy Orton zakwalifikował się do męskiej drużyny SmackDown pokonując Samiego Zayna. W przyszłym tygodniu Shane ogłosił się kapitanem męskiej drużyny SmackDown i wyjaśnił inwazję swojego brandu tym, że wszyscy zawsze widzieli SmackDown jako słabszy brand od Raw. W międzyczasie Bobby Roode i Shinsuke Nakamura stali się kolejnymi członkami zespołu pokonując kolejno Dolpha Zigglera i Kevina Owensa. Ostatnie miejsce miało być zajęte przez zwycięzcę walki AJ Stylesa i Ruseva, lecz Styles ostatecznie zawalczył z Jinderem Mahalem o WWE Championship, więc miejsce przyznano wolnemu agentowi Johnowi Cenie. Komisarz brandu Raw Stephanie McMahon powróciła 30 października podczas odcinka Raw i skonfrontowała się z Anglem twierdząc, że inwazja zawodników SmackDown była wstydem, po czym wyznaczyła Angle'a jako kapitana męskiej drużyny Raw. Dodała, że jeżeli jego drużyna przegra podczas gali Survivor Series, to Angle zostanie zwolniony z posady generalnego menadżera. Dobę później Angle wyznaczył Brauna Strowmana drugim członkiem drużyny Raw. W przyszłym tygodniu Samoa Joe i Finn Bálor zmierzyli się w walce, która zakończyła się podwójnym wyliczeniem poza ringowem, tudzież obaj zostali dodani do drużyny Angle'a. Kilkanaście minut później Angle wyznaczył swojego syna Jasona Jordana piątym członkiem zespołu. 13 listopada podczas tygodniówki Raw Stephanie nie zgodziła się na dodanie Jasona Jordana, który w międzyczasie został (wedle scenariusza) kontuzjowany podczas walki z Brayem Wyattem. Jordan błagał Angle'a o pozostanie w drużynie, lecz do ringu wkroczył powracający Triple H i ogłosił się ostatnim członkiem zespołu, po czym wykonał Pedigree na Jordanie. Następnej nocy podczas tygodniówki SmackDown Live inwazję przeprowadziły drużyny Raw, które zaatakowały The New Day, Kevina Owensa, Zayna i Shane'a McMahona w ringu.
23 października na Raw odbyła się walka Alicii Fox, Bayley i Sashy Banks o miano kapitanki żeńskiej drużyny Raw, które zdobyła Fox. Tydzień później Fox mianowała Nię Jax drugą członkinią zespołu po tym jak pokonała Bayley, zaś 6 listopada Asukę po wygranej ze Stacy Coates i Sashę Banks po wygranej wraz z Bayley z nią i Jax. Bayley ostatecznie stała się ostatnią członkinią po pokonaniu Dany Brooke i Mickie James w triple threat matchu z 13 listopada. 24 października podczas tygodniówki SmackDown Live, Becky Lynch, Ms. Money in the Bank Carmella, Charlotte Flair, Naomi i Tamina zostały ogłoszone reprezentantkami żeńskiej drużyny SmackDown; Lynch stała się kapitanką po pokonaniu czterech innych uczestniczek w fatal five-way matchu. Flair została usunięta z zespołu po zdobyciu SmackDown Women’s Championship i została zastąpiona przez poprzednią mistrzynię Natalyę.
6 listopada podczas odcinka tygodniówki Raw, kiedy to Dean Ambrose i Seth Rollins bronili Raw Tag Team Championship w walce z Cesaro i Sheamusem, grupa The New Day (Big E, Kofi Kingston i Xavier Woods) pojawiła się w publice. Odwrócili oni uwagę wrestlerów brandu Raw wierząc, że zawodnicy SmackDown ponownie chcą podjąć się inwazji. W międzyczasie Sheamus przypiął Rollinsa i wspólnie z Cesaro odebrali Raw Tag Team Championship. Tydzień później powrócił Roman Reigns, który wraz z Rollinsem i Ambrosem (znanymi we trójkę jako The Shield) wyzwał do walki The New Day podczas gali Survivor Series. Dobę później The New Day przyjęło wyzwanie, lecz pod koniec odcinka tygodniówki SmackDown Live zostali zaatakowali w ringu przez The Shield i innych zawodników brandu Raw.
Podczas gali pay-per-view TLC: Tables, Ladders & Chairs, Enzo Amore pokonał Kalisto i odzyskał WWE Cruiserweight Championship. Kalisto wykorzystał klauzulę rewanżową dwa dni później podczas odcinka tygodniówki 205 Live, lecz Amore wygrał walkę będąc zdyskwalifikowanym. 30 października podczas tygodniówki Raw Kalisto pokonał Drewa Gulaka, który sprzymierzył się z Amorem, lecz po walce Amore wykonał Kalisto JawdonZo. 31 października podczas odcinka 205 Live ogłoszono rewanż pomiędzy Amore i Kalisto mający miejsce podczas pre-show gali Survivor Series.

## Wyniki walk
| Nr                                                                   | Wyniki | Stypulacje | Czas  |
| -------------------------------------------------------------------- | --- | --- | ----- |
| 1P                                                                   | Elias pokonał Matta Hardy'ego | Singles match | 9:15  |
| 2P                                                                   | Enzo Amore (c) pokonał Kalisto | Singles match o WWE Cruiserweight Championship                                                                                             | 8:45  |
| 3P                                                                   | Kevin Owens i Sami Zayn pokonali Breezango (Tylera Breeze'a i Fandango) | Tag team match | 7:45  |
| 4                                                                    | The Shield (Dean Ambrose, Roman Reigns i Seth Rollins) pokonali The New Day (Big E, Kofiego Kingstona i Xaviera Woodsa)                                                                           | Six-man interbrand tag team match | 21:20 |
| 5                                                                    | Team Raw (Alicia Fox, Nia Jax, Asuka, Sasha Banks i Bayley) pokonały Team SmackDown (Becky Lynch, Carmellę, Naomi, Taminę i Natalyę)Eliminacje                                                    | Żeński 5-on-5 Survivor Series elimination match                                                                                            | 18:35 |
| 6                                                                    | Baron Corbin (United States Champion) pokonał The Miza (Intercontinental Champion) (z Curtisem Axelem i Bo Dallasem)                                                                              | Champion vs. Champion singles match | 9:35  |
| 7                                                                    | The Usos (Jey i Jimmy Uso) (SmackDown Tag Team Champions) pokonali Cesaro i Sheamusa (Raw Tag Team Champions)                                                                                     | Champions vs. Champions tag team match | 15:55 |
| 8                                                                    | Charlotte Flair (SmackDown Women's Champion) pokonała Alexę Bliss (Raw Women's Champion) | Champion vs. Champion singles match | 15:00 |
| 9                                                                    | Brock Lesnar (Universal Champion) (z Paulem Heymanem) pokonał AJ Stylesa (WWE Champion) | Champion vs. Champion singles match | 15:25 |
| 10                                                                   | Team Raw (Kurt Angle, Braun Strowman, Finn Bálor, Samoa Joe i Triple H) pokonali Team SmackDown (Shane'a McMahona, Randy'ego Ortona, Bobby'ego Roode'a, Shinsuke Nakamurę i Johna Cenę)Eliminacje | Męski 5-on-5 Survivor Series elimination match Jeśli Team Raw przegra, Kurt Angle zostatnie zwolniony z pozycji generalnego menadżera Raw. | 33:20 |
| (c) – mistrz/mistrzyni przed walkąP – walka miała miejsce w pre-show | | |       |

### Eliminacje w Survivor Series matchach

#### Żeński Survivor Series match
| Nr. eliminacji | Wrestlerka       | Drużyna          | Wyeliminowana przez | Metoda eliminacji                                  | Czas             |
| -------------- | ---------------- | ---------------- | ------------------- | -------------------------------------------------- | ---------------- |
| 1              | Becky Lynch      | SmackDown        | Bayley              | Przypięta ruchem Roll-up                           | 2:05             |
| 2              | Bayley           | Raw              | Taminę              | Przypięta po otrzymaniu Superfly Splash            | 5:30             |
| 3              | Nia Jax          | Raw              | –                   | Wyliczenie poza ringowe                            | 9:05             |
| 4              | Alicia Fox       | Raw              | Naomi               | Przypięta ruchem Roll-up                           | 11:00            |
| 5              | Naomi            | SmackDown        | Sashę Banks         | Odklepała po założeniu dźwigni Bank Statement      | 11:08            |
| 6              | Carmella         | SmackDown        | Asukę               | Przypięta po otrzymaniu Spin kick                  | 13:00            |
| 7              | Sasha Banks      | Raw              | Natalyę             | Odklepała po założeniu dźwigni Sharpshooter        | 15:30            |
| 8              | Tamina           | SmackDown        | Asukę               | Odklepała po założeniu dźwigni Flying cross armbar | 17:35            |
| 9              | Natalya          | SmackDown        | Asukę               | Odklepała po założeniu dźwigni Asuka Lock          | 18:35            |
| Zwyciężczyni:  | Asuka (Team Raw) | Asuka (Team Raw) | Asuka (Team Raw)    | Asuka (Team Raw)                                   | Asuka (Team Raw) |

#### Męski Survivor Series match
| Nr. eliminacji | Wrestler                             | Drużyna                              | Wyeliminowany przez                  | Metoda eliminacji                              | Czas                                 |
| -------------- | ------------------------------------ | ------------------------------------ | ------------------------------------ | ---------------------------------------------- | ------------------------------------ |
| 1              | Shinsuke Nakamura                    | SmackDown                            | Brauna Strowmana                     | Przypięty po otrzymaniu Running Powerslam      | 11:40                                |
| 2              | Bobby Roode                          | SmackDown                            | Brauna Strowmana                     | Przypięty po otrzymaniu Running Powerslam      | 13:00                                |
| 3              | Samoa Joe                            | Raw                                  | Johna Cenę                           | Przypięty po otrzymaniu Attitude Adjustment    | 18:10                                |
| 4              | John Cena                            | SmackDown                            | Kurta Angle'a                        | Przypięty po otrzymaniu Angle Slam             | 21:55                                |
| 5              | Finn Bálor                           | Raw                                  | Randy'ego Ortona                     | Przypięty po otrzymaniu RKO                    | 24:00                                |
| 6              | Randy Orton                          | SmackDown                            | Brauna Strowmana                     | Przypięty po otrzymaniu Running Powerslam      | 26:40                                |
| 7              | Kurt Angle                           | Raw                                  | Shane'a McMahon                      | Przypięty po otrzymaniu Pedigree od Triple H'a | 32:05                                |
| 8              | Shane McMahon                        | SmackDown                            | Triple H'a                           | Przypięty po otrzymaniu Pedigree               | 33:20                                |
| Zwycięzcy:     | Braun Strowman i Triple H (Team Raw) | Braun Strowman i Triple H (Team Raw) | Braun Strowman i Triple H (Team Raw) | Braun Strowman i Triple H (Team Raw)           | Braun Strowman i Triple H (Team Raw) |